# William C. Dowlan
William C. Dowlan, nome completo William Christopher Dowlan (Saint Paul, 21 settembre 1882 – Los Angeles, 6 novembre 1947), è stato un attore e regista statunitense del cinema muto che, negli anni dieci, iniziò la sua carriera alla Nestor Film Company.
Tra il 1914 e il 1915, prese parte a una serie di film che avevano tra i protagonisti Lon Chaney. Pur continuando a recitare ancora per qualche tempo, iniziò la carriera di regista che lo portò a dirigere attori come Carter DeHaven, Pauline Starke, Colleen Moore, Mary Miles Minter e Viola Dana.
Era sposato con la sceneggiatrice Leonora Ainsworth.

## Filmografia

### Attore
- Dad's Mistake (1912)
- In the Long Run, regia di Jack Conway (1912)
- Home and Mother (1912)
- The Stigma (1912)
- Them Ol' Letters, regia di Edwin August (1914)
- The Menace to Carlotta, regia di Allan Dwan (1914)
- The Embezzler, regia di Allan Dwan (1914)
- The End of the Feud, regia di Allan Dwan (1914)
- The Tragedy of Whispering Creek, regia di Allan Dwan (1914)
- The Unlawful Trade, regia di Allan Dwan (1914)
- The Forbidden Room, regia di Allan Dwan (1914)
- The Hopes of Blind Alley, regia di Allan Dwan (1914)
- Richelieu, regia di Allan Dwan (1914)
- Lights and Shadows, regia di Joseph De Grasse - cortometraggio (1914)
- The Lion, the Lamb, the Man, regia di Joseph De Grasse (1914)
- A Night of Thrills, regia di Joseph De Grasse (1914)
- Her Escape, regia di Joseph De Grasse (1914)
- The Sin of Olga Brandt, regia di Joseph De Grasse (1915)
- The Star of the Sea, regia di Joseph De Grasse (1915)
- The Measure of a Man, regia di Joseph De Grasse (1915)
- The Threads of Fate, regia di Joseph De Grasse (1915)
- Such Is Life, regia di Joseph De Grasse (1915)
- Where the Forest Ends, regia di Joseph De Grasse (1915)
- Outside the Gates, regia di Joseph De Grasse (1915)
- All for Peggy, regia di oseph De Grasse (1915)
- The Desert Breed, regia di Joseph De Grasse (1915)
- An Idyll of the Hills, regia di oseph De Grasse (1915)
- The Old Doctor, regia di Murdock MacQuarrie (1915)
- A Modern Enoch Arden, regia di Burton L. King (1915)
- Under the Crescent, regia di Burton L. King (1915)
- Across the Footlights, regia di Burton L. King (1915)
- Her Mysterious Escort, regia di William C. Dowlan (1915)
- Their Secret, regia di William C. Dowlan (1915)
- Dear Little Old Time Girl, regia di William C. Dowlan (1915)
- The Double Standard, regia di William C. Dowlan (1915)
- Lord Barrington's Estate, regia di William C. Dowlan (1915)
- The Lilt of Love, regia di William C. Dowlan (1915)
- The Masked Substitute, regia di William C. Dowlan (1915)
- The Mayor's Decision, regia di William C. Dowlan (1915)
- The Devil and Idle Hands, regia di William C. Dowlan (1915)
- The Great Fear, regia di William C. Dowlan (1915)
- Just Plain Folks, regia di William C. Dowlan (1916)
- Drugged Waters, regia di William C. Dowlan (1916)
- The Two-Gun Parson, regia di William C. Dowlan (1917)

### Regista
- Her Mysterious Escort (1915)
- Their Secret  (1915)
- Dear Little Old Time Girl (1915)
- The Double Standard (1915)
- Lord Barrington's Estate (1915)
- The Lilt of Love (1915)
- The College Orphan
- The Masked Substitute (1915)
- The Mayor's Decision (1915)
- The Devil and Idle Hands (1915)
- The Great Fear (1915)
- Just Plain Folks (1916)
- Lavinia Comes Home (1916)
- Drugged Waters (1916)
- The Madcap (1916)
- Youth's Endearing Charm  (1916)
- The Light (1916)
- The Two-Gun Parson (1917)
- Somewhere in America (1917)
- The Outsider (1917)
- Alias Mary Brown, co-regia di Henri D'Elba (1918
- Daughter Angele (1918)
- Irish Eyes (1918)
- Restless Souls (1919)
- Cowardice Court (1919)
- Loot (1919)
- Common Property , co-regia di Paul Powell (1919)
- Under Suspicion (1919)
- Il diamante azzurro (The Peddler of Lies) (1920)
- Dangerous to Men (1920)
- Locked Lips (1920)
- The Chorus Girl's Romance (1920)